# Shaquille Cleare
Shaquille O'Neal Cleare (nacido en Andros, Bahamas, el 19 de febrero de 1993) es un baloncestista bahameño. Con una altura de 2,03 metros (2,06 según otras fuentes), se desempeña en la posición de pívot.

## Trayectoria
Comenzó su carrera formativa y deportiva en el The Village College de Texas. Ingresó en la University of Maryland (2012-2014), incorporándose posteriormente a la University of Texas (2015 a 2017), disputando la División I de la NCAA y graduándose en 2017 con medias de 8 puntos y 4.6 rebotes.
La temporada 2017-2018 jugó en la liga suiza con el Pully Lausana Foxes, acreditando 12.7 puntos y 6.5 rebotes.
Inicia la temporada 2018/19 en el Huracanes de Tampico disputando la liga de México, aunque únicamente disputó tres encuentros causando baja en el mes de noviembre. En febrero de 2019 llega a España para jugar en las filas del Força Lleida Club Esportiu, club de la Liga LEB Oro española, disputando 9 partidos y registrando medias de 11.6 puntos y 5.7 rebotes.
Permanece en Lleida en la temporada 2019/20, disputando 24 encuentros hasta la cancelación de la temporada debido a la pandemia de coronavirus en los que registró medias de 11.3 puntos y 4.5 rebotes.
En diciembre de 2020 firma por el União Desportiva Oliveirense para disputar la Liga Portuguesa de Basquetebol. Participó en 9 partidos en los que acreditó 9.5 puntos y 4.1 rebotes.
En noviembre de 2021 regresa a las filas del Força Lleida Club Esportiu. En su segunda etapa en el club catalán promedió 8.8 puntos y 3.7 rebotes en algo menos de 17 minutos de media por encuentro durante la temporada 2021/22.

## Internacional
Shaquille es internacional con la selección de las Bahamas y en 2019 disputaría las fases clasificatorias para la Copa del Mundo de China 2019, con una media de 12 puntos y 5.8 rebotes por encuentro.